# Yangel Herrera
Yangel Clemente Herrera Ravelo (n. 7 ianuarie 1998, La Guaira, Vargas, Venezuela) este un fotbalist venezuelean care joacă pe post de mijlocaș la Girona în La Liga și la echipa națională de fotbal a Venezuelei. 

## Cariera pe echipe
Herrera și-a început cariera de club la Monagas SC înainte de a se muta la Atlético Venezuela⁠(d) în 2016. 

### Manchester City

#### Împrumut la New York City
Pe 31 ianuarie 2017 a fost confirmat că Herrera a semnat pentru Manchester City.  Herrera a fost trimis imediat la New York pentru un împrumut de doi ani.   Și-a făcut debutul pe 12 martie, ca înlocuitor într-o victorie cu 4-0 în fața lui DC United. 

#### Împrumut la Huesca
După încheierea împrumutului de doi ani la New York, Herrera a fost împrumutat echipei din La Liga, Huesca, pentru ultimele șase luni ale sezonului 2018-19. 

#### Împrumut la Granada
Pe 26 iulie 2019, Herrera a fost împrumutat la Granada pentru sezonul 2019-20.  La 30 august 2020, împrumutul său a fost prelungit pentru sezonul 2020-21. 

#### Împrumut la Espanyol
La 31 august 2021, Herrera a fost împrumutat la Espanyol, de asemenea în La Liga, pe un an. 

### Girona
Pe 2 august 2022, Herrera s-a alăturat echipei nou-promovate Girona, împrumutat pe un sezon.  Și-a făcut debutul în prima etapă a sezonului 2022-2023 într-o înfrângere cu 0-1 în deplasare cu Valencia.  Pe 7 ianuarie 2023, a marcat primul său gol pentru Girona, reușind o egalare târzie de 2–2 împotriva fostei sale echipe Espanyol. 
Pe 14 iulie 2023, Herrera a semnat un contract permanent de patru ani cu Girona. 

## Cariera la națională

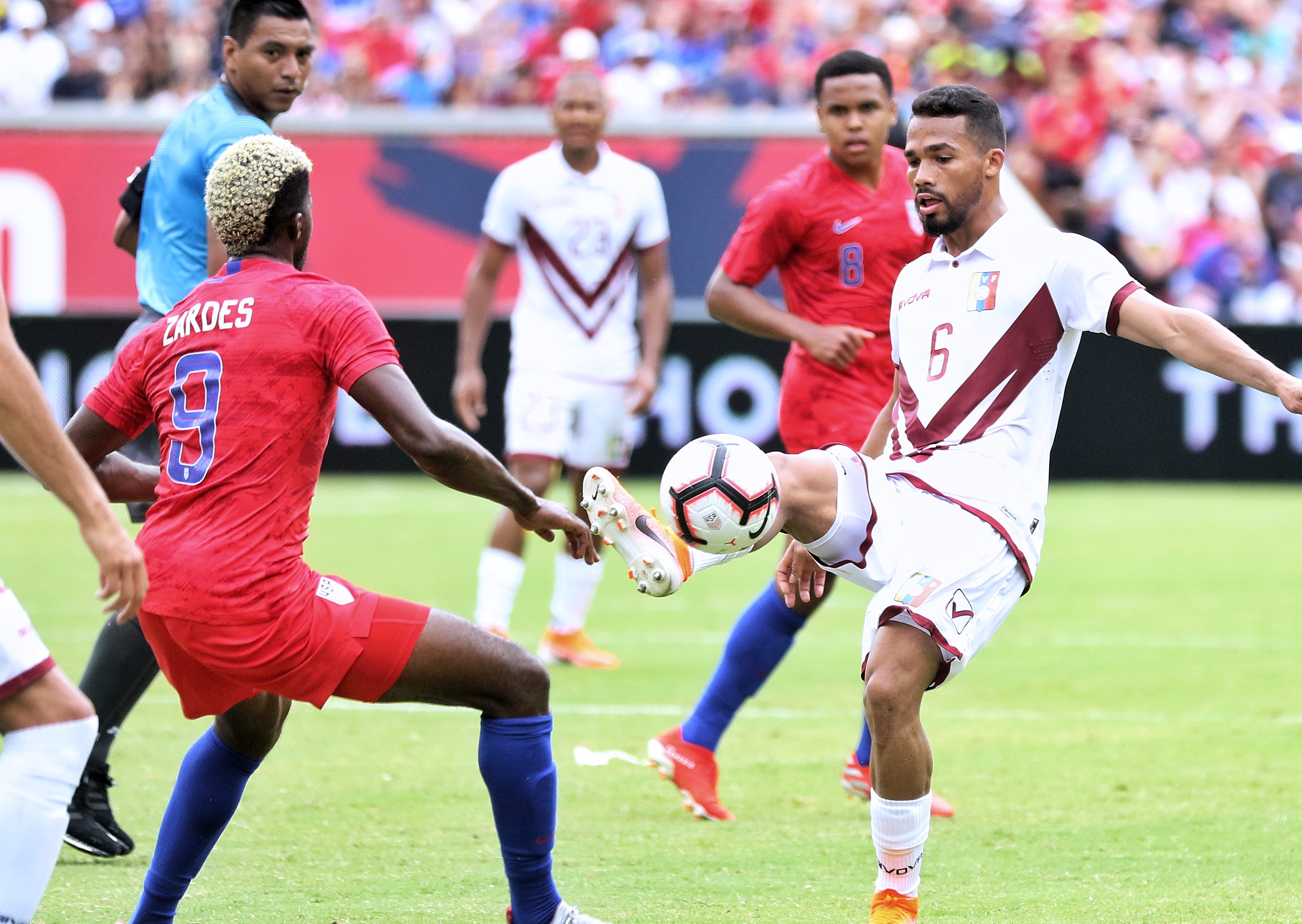
Herrera în acțiune cu Venezuela împotriva Statelor Unite pe 9 iunie 2019

Herrera și-a făcut debutul la echipa națională a Venezuelei pe 10 octombrie 2016, intrând de pe banca de rezerve într-o înfrângere cu 2-0 în fața Braziliei. 
Herrera a fost numit căpitan al echipei Venezuela Sub-20 pentru Cupa Mondială U-20 2017. A marcat singurul gol, în minutul 108 al victoriei în optimile de finală împotriva Japoniei. 

## Palmares
Monagas
- Segunda Divizie din Venezuela: 2015

Venezuela U20
- Subcampionul FIFA U-20 la Cupa Mondială: 2017
- Locul trei la Campionatul sud-american de tineret: 2017

Individual
- Balonul de Bronz la Campionatul Mondial de Fotbal Sub-20: 2017 [17]